# St. Mariä Himmelfahrt (Ahaus)

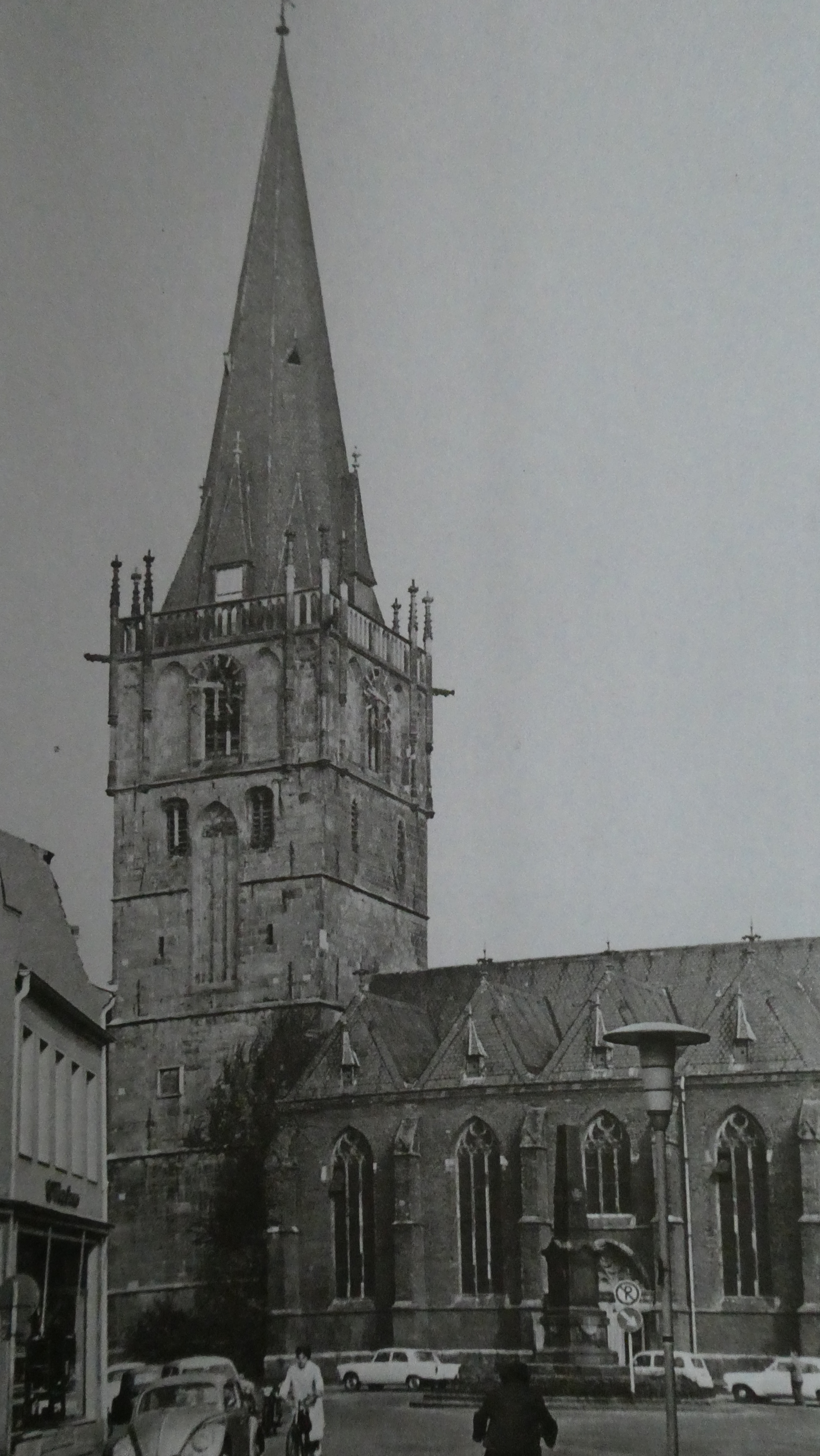
St. Mariä Himmelfahrt Ahaus vor dem Abriss im Jahre 1965

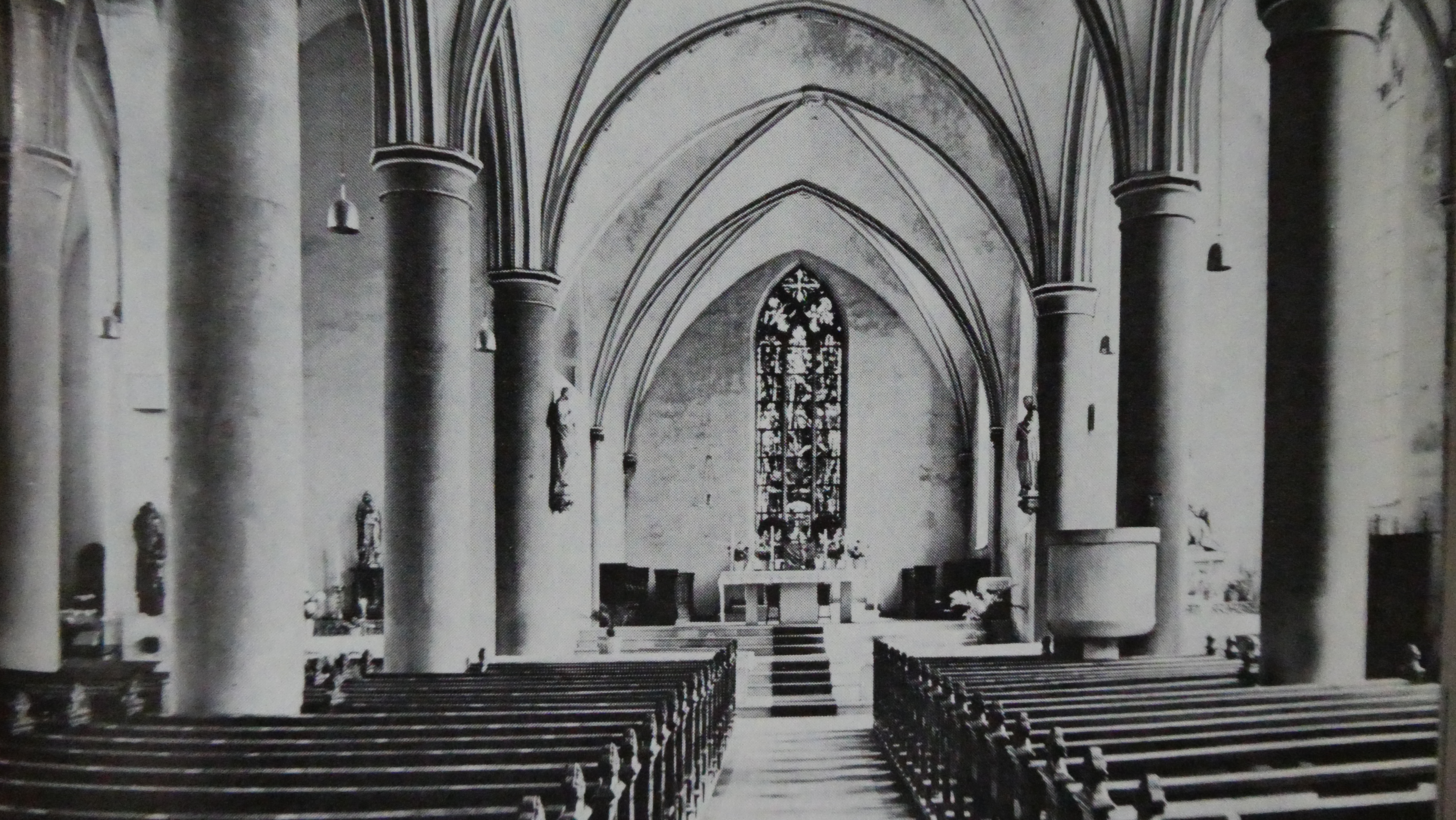
St. Mariä Himmelfahrt Ahaus 1962

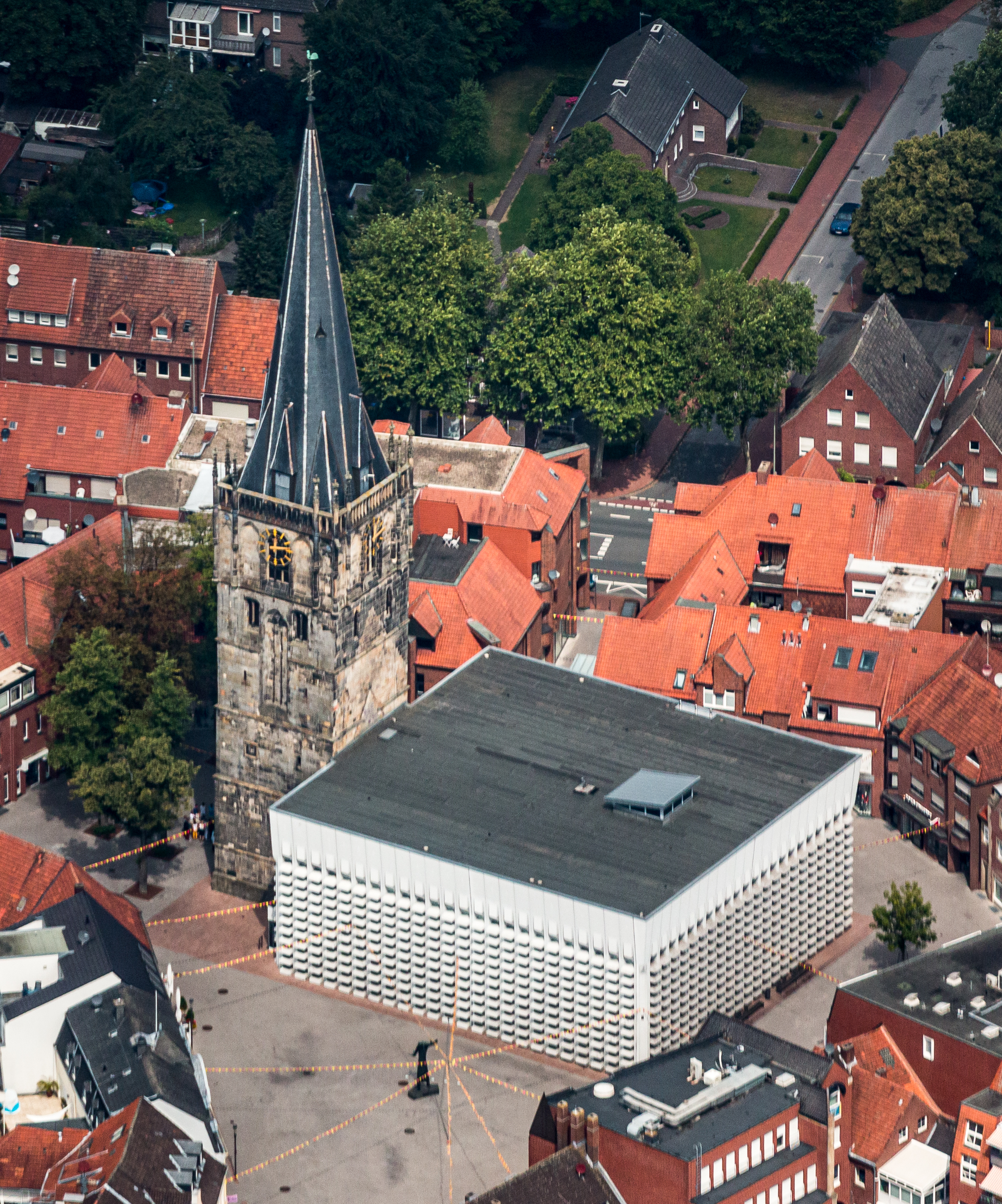
St. Mariä Himmelfahrt, Ahaus (Luftbild 2014)

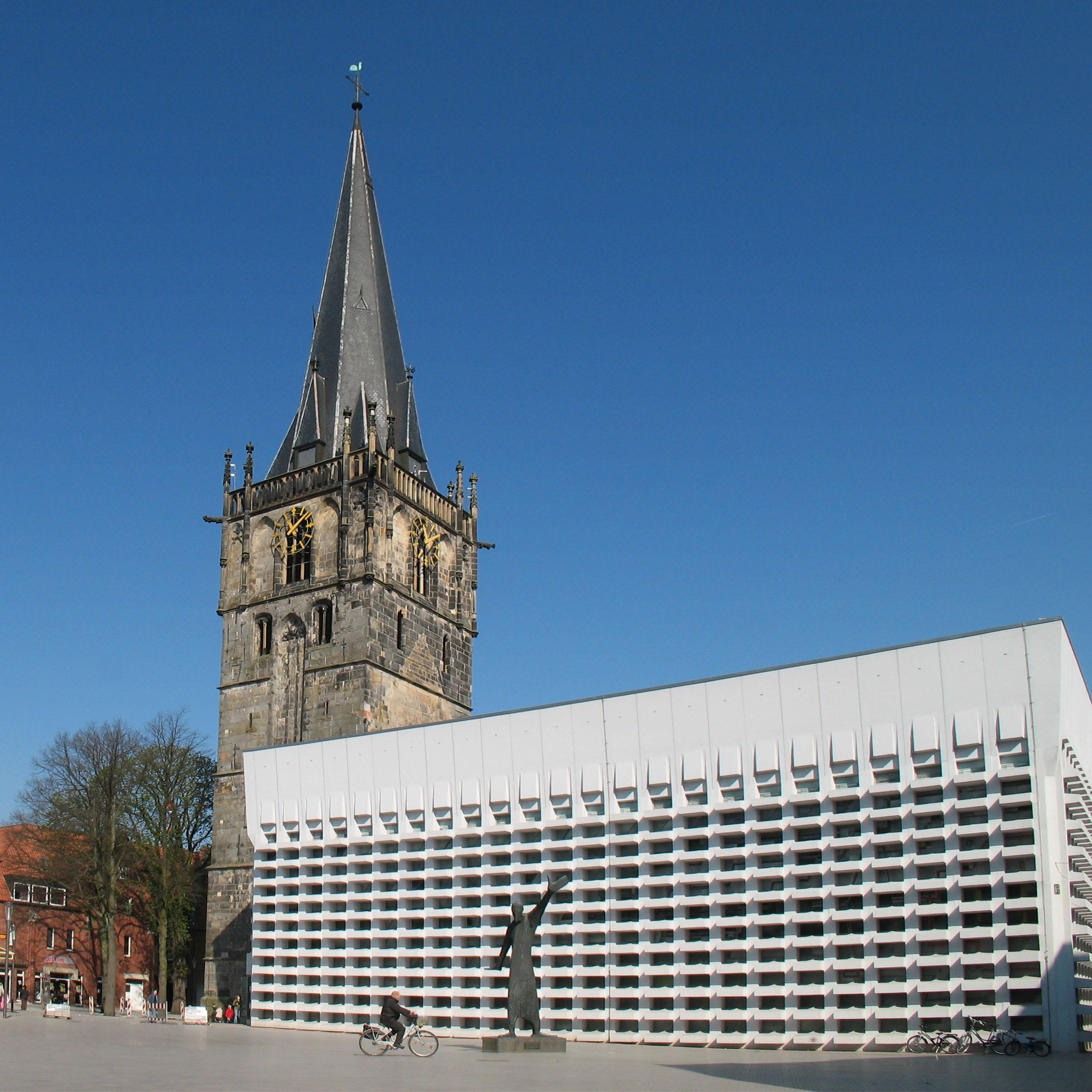
St. Mariä Himmelfahrt, Ahaus

St. Mariä Himmelfahrt, auch St. Marien genannt, ist ein römisch-katholisches Kirchengebäude in Ahaus.

## Geschichte und Architektur
Die erste katholische Kirche in Ahaus wurde im 14. Jahrhundert gebaut. Das einschiffige Gebäude wurde im Jahr 1400 bei einem Brand zerstört. Danach wurde ein dreischiffiger Kirchenbau errichtet, vollendet mit dem bis heute erhaltenen 68 m hohen Turm, der in den Jahren 1498 bis 1519 errichtet wurde.
Nachdem das gotische Kirchenschiff bei einem Stadtbrand im Jahre 1863 vernichtet worden war, wurde die Kirche innerhalb der erhaltenen Außenmauern als dreischiffige, vierjochige neugotische Backstein-Hallenkirche mit zweijochigem, gerade geschlossenem Chor wiederaufgebaut und am 20. November 1865 eingeweiht. Die Kosten beliefen sich auf 35.000 Taler. 11.000 Taler zahlte die Feuerversicherung, so dass noch ein Eigenanteil von 24.000 Talern zu Buche schlug. Der Ahauser Bürger und Landrat Maximilian von Kerckerinck zur Borg organisierte eine Hauskollekte, die sich über das gesamte Bistum erstreckte.
Der gotische Turm aus Sandstein wurde nach Plänen von Hilger Hertel um ein Geschoss (in konsequenter Weise ebenfalls aus Sandstein) erhöht, und den verbrannten Barockhelm ersetzte. eine (neu)gotische Spitze. 1896 erweiterte man diesen Bau um ein drittes Seitenschiff.
Angesichts baulicher Mängel war die Standfestigkeit des Langhauses zu Beginn der 1960er Jahre nicht mehr gegeben. Am 5. Juni 1963 wurde nach einem Ortstermin mit dem Generalvikar Laurenz Böggering daher der Abriss und Neubau beschlossen. Die Kosten wurden auf 600.000 DM veranschlagt, wovon die Stadt Ahaus 100.000 DM und das Generalvikariat Münster den Rest zu tragen hatte. Daneben leisteten die Gemeindemitglieder mit ihren zahlreichen Spenden einen erheblichen Beitrag.
Am 28. Februar 1965 wurde hier die letzte Heilige Messe gefeiert und danach das Langhaus abgebrochen und am 19. September 1965 der Grundstein für das neue Gebäude gelegt, das nach Plänen des Architekten Erwin Schiffer aus Köln erbaut und am 7. August 1966 durch Bischof Joseph Höffner geweiht wurde.  Die Fenster wurden von Georg Meistermann gestaltet.
Der helle, rechteckige Betonbau ist durch allseitige Lamellenfassaden mit Buntverglasung charakterisiert.

## Ausstattung
- Die liturgische Ausstattung ist überwiegend aus der Zeit des Neubaues von 1965.
- Ältere Ausstattungsgegenstände:
  - 300 Jahre altes Sandsteinkreuz, ursprünglich an der Südseite der damaligen Kirche, später als Friedhofskreuz genutzt, jetzt im Inneren
  - an der Nordwand eine Darstellung der Anna Selbdritt, um 1700; bis 1969 für den „Annenaltar“ bei der Fronleichnamsprozession genutzt
  - zwei Reliefs der neugotischen Seitenaltäre
  - Taufstein aus der alten Kirche
  - in der Eingangshalle des alten Turmes befindet sich ein Tympanon mit dem Allianzwappen derer von Horstmar-Ahaus aus dem 14. Jahrhundert
  - ebenfalls dort eine historistische „Immerwährende Hilfe“, ein barockes Kreuz, welches beim Abbruch 1965 wiederentdeckt wurde und vier Halbreliefs der Evangelisten von der barocken Kanzel aus der gotischen Kirche
  - an der Nahtstelle Turm/Neubau sind zwei Steintafeln von 1865 mit der Erinnerung an den Stadtbrand und den anschließenden Wiederaufbau der Kirche angebracht.[6]
  - Im Turm hängt ein vierstimmiges Bronzegeläut von Petit & Edelbrock, gegossen 1948, Tonfolge b° – c′ – d′ – es′.

### Orgel
Die Orgel wurde von Orgelbau Fleiter (Münster) errichtet, unter Wiederverwendung von 31 Registern aus dem Vorgängerinstrument. Das Instrument hat 37 Register (zuzüglich vier Transmissionen und einer Extension) auf drei Manualwerken und Pedal.
| I Hauptwerk C–g3 |                        |        |
| 1.               | Bordun                 | 16'    |
| 2.               | Prinzipal              | 08'    |
| 3.               | Rohrflöte              | 08'    |
| 4.               | Oktave                 | 04'    |
| 5.               | Gedacktflöte           | 04'    |
| 6.               | Quinte                 | 02 ⁄3' |
| 7.               | Prinzipal              | 02'    |
| 8.               | Cornettino             | 04'    |
| 9.               | Mixtur IV              | 01 ⁄3' |
|                  | Trompete (Ext. Nr. 10) | 16'    |
| 10.              | Trompete               | 08'    |

| II Schwell-Positiv C–g3 |              |       |
| 11.                     | Prinzipal    | 8'    |
| 12.                     | Quintade     | 8'    |
| 13.                     | Oktave       | 4'    |
| 14.                     | Koppelflöte  | 4'    |
| 15.                     | Schwiegel    | 2'    |
| 16.                     | Kleinquinte  | 1 ⁄3' |
| 17.                     | Sesquialtera | 2 ⁄3' |
| 18.                     | Scharff IV   | 1'    |
| 19.                     | Cromorne     | 8'    |
|                         | Tremulant    |       |

| III Schwellwerk C–g3 |               |         |
| 20.                  | Gedackt       | 16'     |
| 21.                  | Holzgedackt   | 08'     |
| 22.                  | Spitzgambe    | 08'     |
| 23.                  | Vox coelestis | 08'     |
| 24.                  | Prinzipal     | 04'     |
| 25.                  | Blockflöte    | 04'     |
| 26.                  | Nasat         | 02 ⁄3'  |
| 27.                  | Waldflöte     | 02'     |
| 28.                  | Terz          | 01 3⁄5' |
| 29.                  | Mixtur III    | 02'     |
| 30.                  | Fagott        | 16'     |
| 31.                  | Oboe          | 08'     |
|                      | Tremulant     |         |

| Pedalwerk C–f1 |                             |     |
|                | Offenbass (aus Nr. 32 + 20) | 32' |
| 32.            | Prinzipal                   | 16' |
| 33.            | Subbass                     | 16' |
|                | Zartbass (= Nr. 20)         | 16' |
| 34.            | Oktavbass                   | 08' |
| 35.            | Rohrpommer                  | 08' |
| 36.            | Choralbass                  | 04' |
| 37.            | Posaune                     | 16' |
|                | Trompete (= Nr. 10)         | 08' |
|                | Zink (Ext. Nr. 10)          | 04' |

- Koppeln: II/I, III/I (auch als Sub- und Superoktavkoppeln), III/II, I/P, II/P, III/P
- Spielhilfen und Sonstiges: Registerfessel, Setzer mit 4096 Kombinationen

## Trivia
Die neue Kirche wird wegen ihrer empfundenen Ähnlichkeit mit Kaufhausarchitektur auch ironischerweise als „St. Horten“ bezeichnet. Dazu verfasste Robert Gernhardt ein architekturkritisches Gedicht St. Horten in Ahaus. Unter dieser Bezeichnung und nicht unter St. Mariä Himmelfahrt wurde diese Kirche im Oktober 2020 für den Wettbewerb „Hässlichste Kirche der Welt“ auf Twitter nominiert.
Eine weitere Bezeichnung der Ahauser Kirche, die weniger bekannt ist, ist Gotteskäfig.